# Thomas Marshburn
Thomas Henry Marshburn (ur. 29 sierpnia 1960 w Statesville w stanie Karolina Północna) – amerykański lekarz, członek korpusu astronautów NASA.

## Wykształcenie oraz praca zawodowa
- 1978 – ukończył Henderson High School w Atlancie, stan Georgia.
- 1982 – został absolwentem Davidson College (Karolina Północna), gdzie uzyskał licencjat z fizyki
- 1984 – na University of Virginia otrzymał tytuł magistra (fizyka techniczna).
- 1989 – na Wake Forest University(inne języki) uzyskał doktorat z medycyny i rozpoczął staż w Toledo w stanie Ohio w zakresie medycyny ratunkowej; pracował też w pogotowiu lotniczym.
- 1992 – otrzymał certyfikat American Board of Emergency Medicine (lekarza medycyny ratunkowej)
- 1995 – ukończył program medycyny kosmicznej prowadzony wspólnie przez NASA i University of Texas Medical Branch w Galveston - jednej z uczelni medycznych działających w ramach systemu Uniwersytetu Teksańskiego
- 1997 – zakończył studia magisterskie z zakresu Medical Science na UTMB.

## Praca w NASA i kariera astronauty
- 1994 – w listopadzie rozpoczął pracę w Klinice Medycyny Lotniczej (Flight Medicine Clinic) w Centrum Lotów Kosmicznych imienia Lyndona B. Johnsona.
- 1996–1998 – od lutego 1996 do maja 1997 był lekarzem personelu NASA przebywającego w Centrum Wyszkolenia Kosmonautów im. J. Gagarina w Gwiezdnym Miasteczku pod Moskwą. Podczas czterech załogowych misji NASA na rosyjską stację kosmiczną Mir Marshburn pracował w zespole wsparcia w centrum kontroli lotu w mieście Korolow. Od lipca 1997 do sierpnia 1998 był współodpowiedzialnym za działania medyczne podczas programu Shuttle-Mir.
- 1998–2000 – w czasie przygotowań do misji STS-98 oraz STS-101 kierował personelem medycznym.
- 1999 – po raz pierwszy starał się o przyjęcie do korpusu astronautów NASA podczas 18 naboru. Znalazł się wśród 123 finalistów, ale ostatecznie nie został przyjęty.
- 2001–2003 – przez 10 miesięcy był przedstawicielem NASA przy National Space Biomedical Research Institute w Bostonie (Massachusetts). Później pracował w Rosji, Kazachstanie oraz Houston w Stanach Zjednoczonych podczas przygotowań i misji Ekspedycji 7 na ISS.
- 2004 – 6 maja został członkiem 19 grupy amerykańskich astronautów. W czerwcu w Johnson Space Center rozpoczął przeszkolenie specjalistyczne, w ramach którego m.in. zapoznał się z budową Międzynarodowej Stacji Kosmicznej oraz promu kosmicznego. Zaliczył też loty szkoleniowe na samolocie T-38.
- 2006 – w lutym zakończył kurs podstawowy zdobywając uprawnienia specjalisty misji, a następnie rozpoczął pracę w Biurze Astronautów NASA.
- 2008 – w lutym został wyznaczony do udziału w locie STS-127[1].
- 2009 – 15 lipca rozpoczął swój pierwszy lot kosmiczny na pokładzie wahadłowca Endeavour. W trakcie misji wykonał trzy spacery kosmiczne (EVA)[2].
- 2010 – 10–23 maja wziął udział w 14. misji podwodnej NEEMO (NASA Extreme Environment Mission Operations) realizowanej przez NASA i NOAA (National Oceanic and Atmospheric Administration) pod dowództwem Kanadyjczyka Chrisa Hadfielda.
- 2012–2013 – wziął udział w 34. i 35. ekspedycji na Międzynarodową Stację Kosmiczną. Pełnił funkcję inżyniera pokładowego. Wykonał jeden spacer kosmiczny[2].
- 2021–2022 – wziął udział w 66. i 67. ekspedycji na Międzynarodową Stację Kosmiczną. Pełnił funkcję inżyniera pokładowego i dowódcy.

## Nagrody i odznaczenia
- NASA Superior Achievement Award (1998)
- Space and Life Sciences Division Special Space flight Achievement Award (2003 i 2004)
- Lyndon B. Johnson Space Center Superior Achievement Award (2004)
- Universal Astronaut Insignia za lot orbitalny (nr 498) – Stowarzyszenie Uczestników Lotów Kosmicznych (Association of Space Explorers(inne języki))[3]

## Wykaz lotów
| Loty kosmiczne, w których uczestniczył Thomas H. Marshburn               | Loty kosmiczne, w których uczestniczył Thomas H. Marshburn | Loty kosmiczne, w których uczestniczył Thomas H. Marshburn | Loty kosmiczne, w których uczestniczył Thomas H. Marshburn | Loty kosmiczne, w których uczestniczył Thomas H. Marshburn | Loty kosmiczne, w których uczestniczył Thomas H. Marshburn | Loty kosmiczne, w których uczestniczył Thomas H. Marshburn |
| Lp.                                                                      | Data startu                                                | Statek kosmiczny                                           | Data lądowania                                             | Statek kosmiczny                                           | Funkcja                                                    | Czas trwania                                               |
| ------------------------------------------------------------------------ | ---------------------------------------------------------- | ---------------------------------------------------------- | ---------------------------------------------------------- | ---------------------------------------------------------- | ---------------------------------------------------------- | ---------------------------------------------------------- |
| 1                                                                        | 15 lipca 2009                                              | STS-127 Endeavour F-23                                     | 31 lipca 2009                                              | STS-127 Endeavour F-23                                     | Specjalista misji                                          | 15 dni 16 godzin 44 minuty 57 sekund                       |
| 2                                                                        | 19 grudnia 2012                                            | Sojuz TMA-07M                                              | 14 maja 2013                                               | Sojuz TMA-07M                                              | Inżynier pokładowy 2                                       | 145 dni 14 godzin 18 minut 12 sekund                       |
| 3                                                                        | 11 listopada 2021                                          | SpaceX Crew-3                                              | 6 maja 2022                                                | SpaceX Crew-3                                              | Inżynier lotu / Dowódca                                    | 176 dni 02 godzin 39 minut 29 sekund                       |
| Łączny czas spędzony w kosmosie — 337 dni 9 godzin 42 minuty i 38 sekund |                                                            |                                                            |                                                            |                                                            |                                                            |                                                            |